# Anco Marcio
Anco Marcio, en latín Ancus Marcius (reinado c. 641 a. C.–c. 616 a. C.) fue el último rey de origen sabino, nieto del segundo rey, Numa Pompilio, por parte materna. 
Posteriormente decidió nombrar a Tarquinio Prisco como tutor o instructor de sus hijos. Anco Marcio sería recordado como uno de los grandes reyes de Roma. Su madre era Pompilia y su padre Numa Marcio. Presenta algunos elementos característicos de Rómulo y otros de Numa; del primero, su política de conquista, que supuso la extensión del dominio de Roma sobre un amplio territorio y el crecimiento demográfico de la ciudad.; del segundo, un gran respeto y dedicación hacia las instituciones religiosas, considerándosele como el regulador del derecho pontifical. Según Tito Livio, prosiguió la conquista del Lacio, e instaló en Roma a un cierto número de latinos, en la colina del Aventino, que fue el núcleo de la clase de los plebeyos, sin derecho de representación en el Senado. Legalizó los ritos guerreros.
En obras públicas, llevó a cabo numerosos proyectos. Fortificó el Janículo uniéndolo a la ciudad incluyéndolo dentro de sus muros.; construyó un puente de madera sobre el río Tíber, el Puente Sublicio (Pons Sublicius); fundó el puerto de Ostia, para proteger el estuario del Tíber; construyó unas salinas; erigió la primera prisión de Roma, para encerrar a los acusados hasta decidir qué hacer con ellos (hasta entonces, el castigo habitual era el destierro).
Le precedió Tulio Hostilio, y fue sucedido por Lucio Tarquinio Prisco.